# Cimitero austro-ungarico di Dobbiaco
Il cimitero austro-ungarico di Dobbiaco (in tedesco Soldatenfriedhof Toblach o Soldatenfriedhof Nasswand), anche noto come cimitero delle Sorgenti oppure come cimitero Croda Bagnata o ancora cimitero di monte Piana, è un cimitero di guerra che si trova all'interno della val di Landro a 9 chilometri circa da Dobbiaco in val Pusteria in Alto Adige.

## Storia

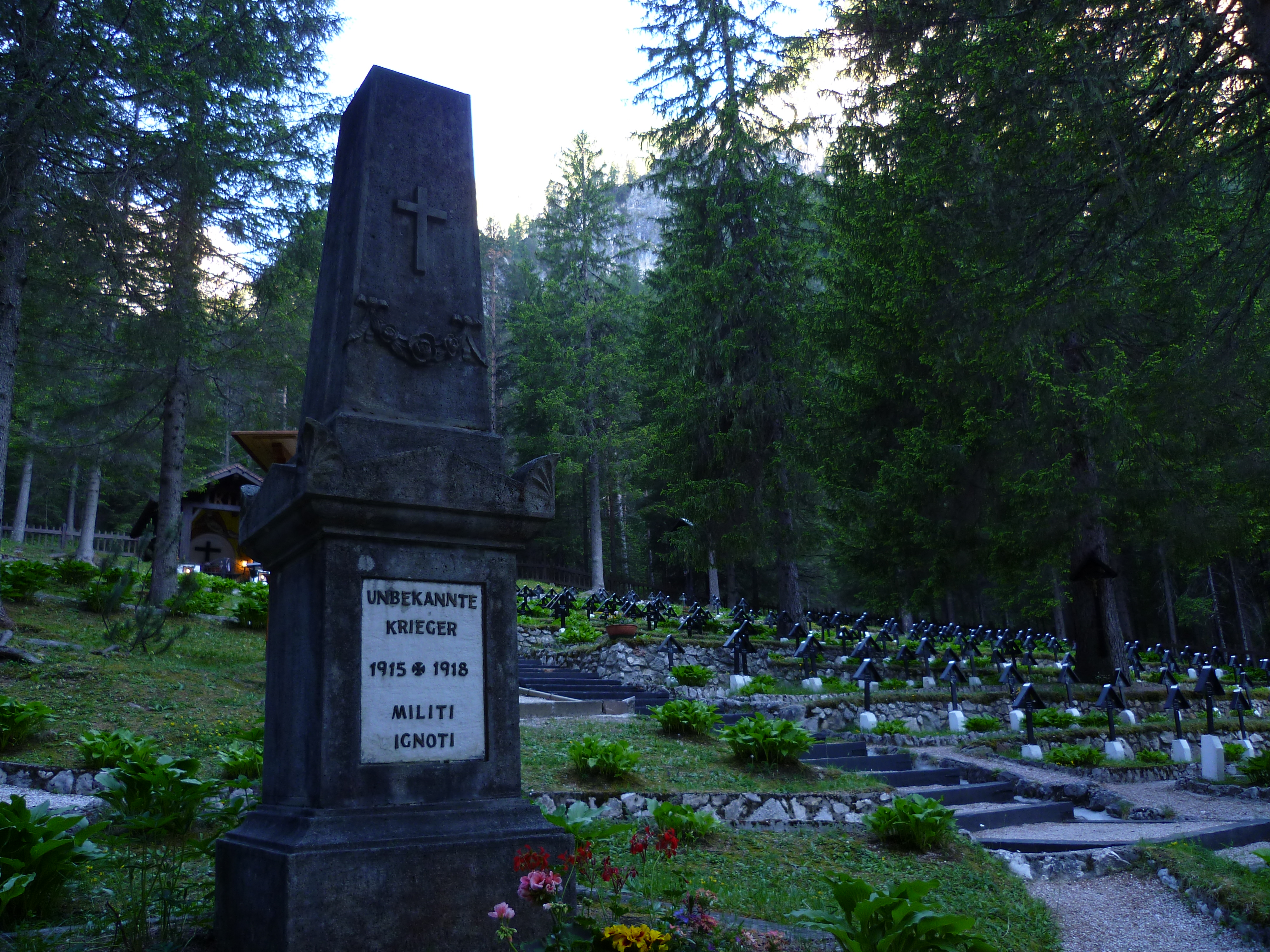
Un monumento ai militi ignoti

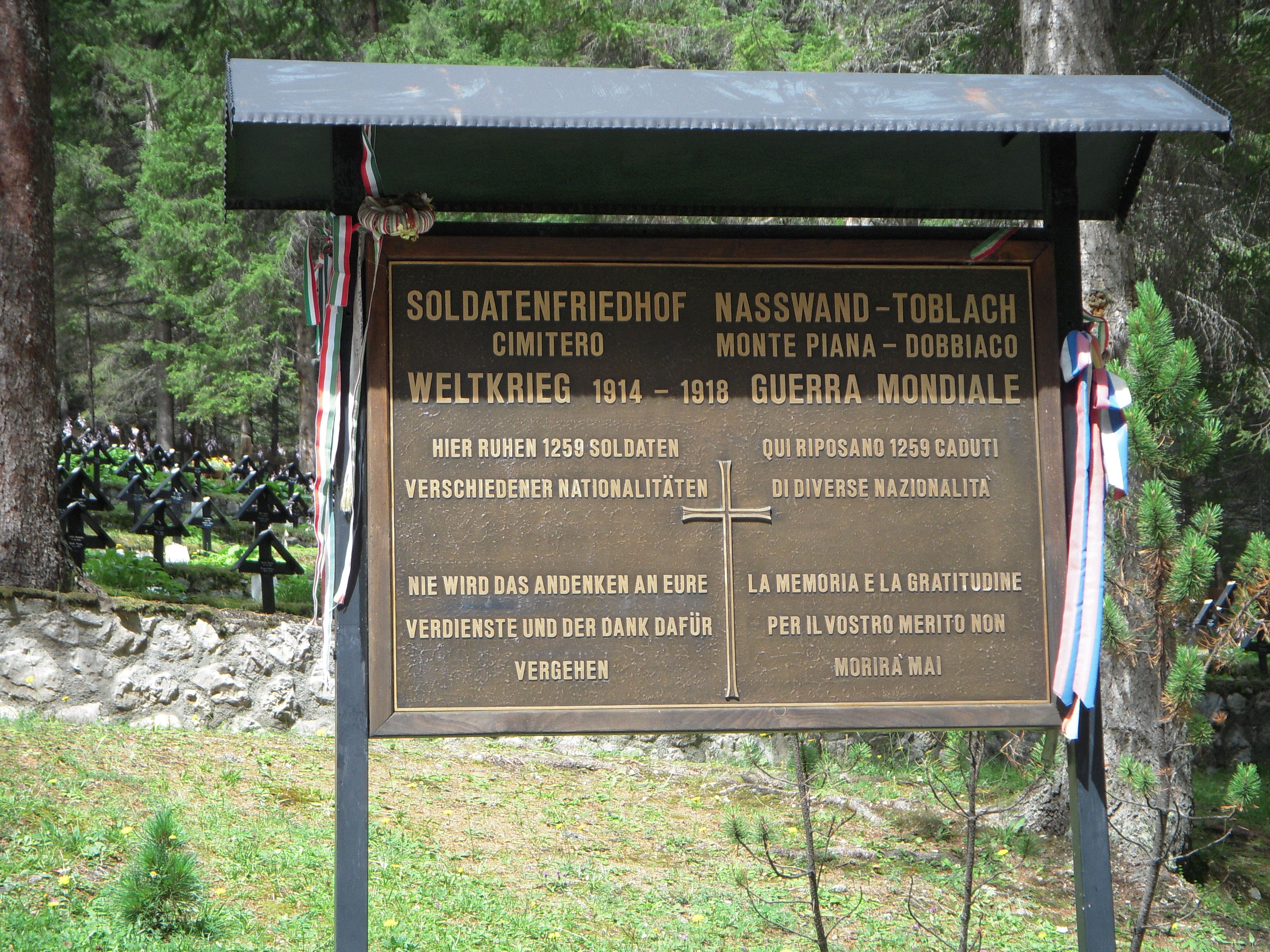
Targa espositiva

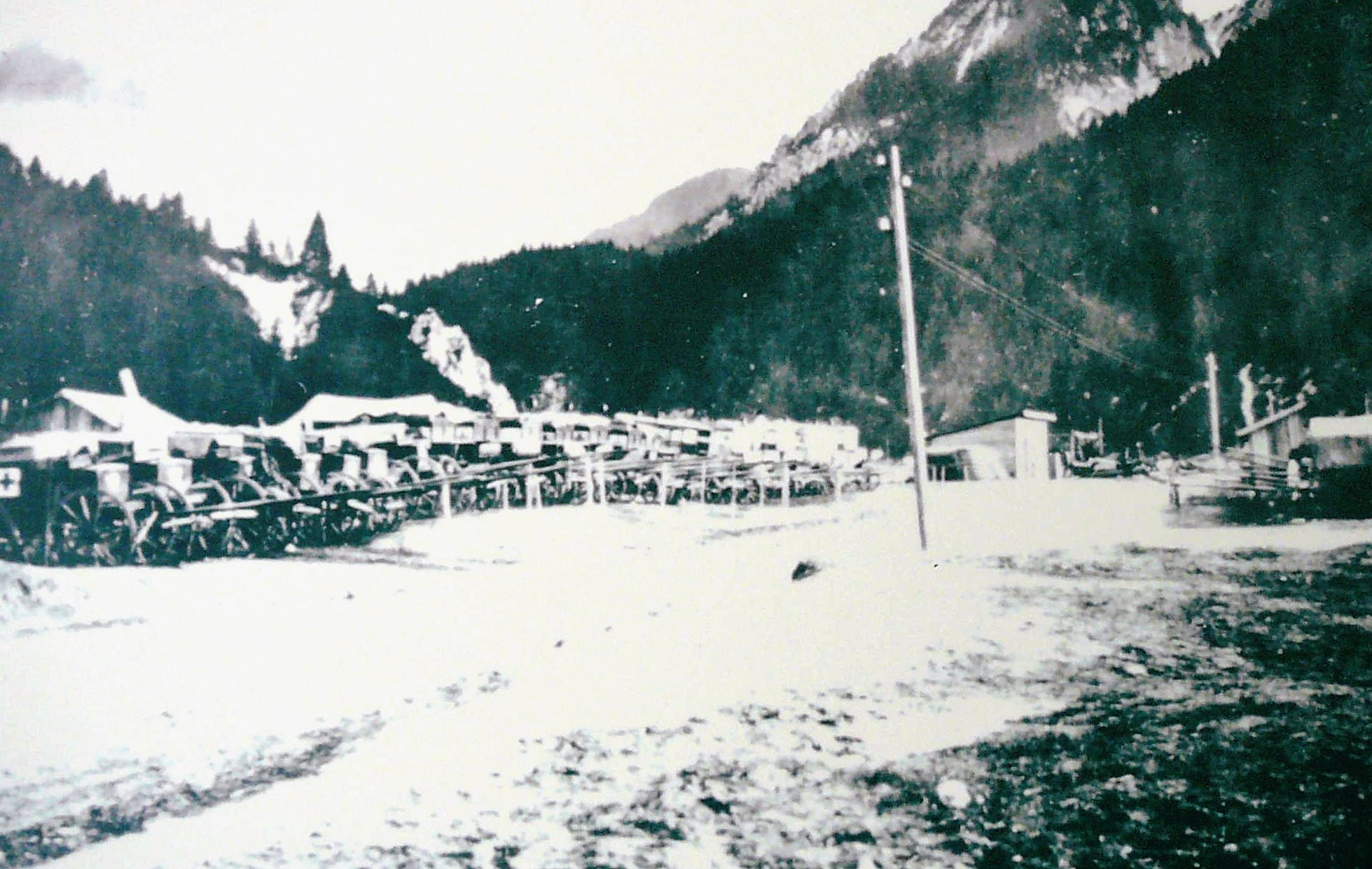
Ospedale militare da campo presso la Croda Bagnata (Nasswand) dove oggi sorge il cimitero di guerra

Il cimitero era già in funzione già nel periodo della prima guerra mondiale data la vicinanza con la battaglia di monte Piana e la presenza lì vicino di un ospedale da campo con la funzione di fare un punto di raccolta per i feriti provenienti dal monte Piana e dintorni.
Nel cimitero si trovano i resti di 1.259 militari deceduti e tutti appartenenti all'Impero austro-ungarico dato che le croci poste sui loculi i cognomi hanno origine ungherese, slovena, croata e italiana. Ciò testimonia la multinazionalità dell'impero. Inizialmente le salme erano molte di più ma alla fine della Grande Guerra tutte quelle austriache vennero traslate al cimitero austro-ungarico di Bressanone. Nel cimitero riposano soprattutto soldati di madrelingua non germanica. È interessante scorrere sulle croci i cognomi tipici dell'est Europa, ma anche italiani, spagnoli, a conferma del cosmopolitismo dello stato asburgico, fondato su una forma di decentramento amministrativo che costituì a lungo in Europa un modello di riconosciuta efficienza.
Al termine della seconda guerra mondiale fu abbandonato completamente fino a che Ludwig Mitterdorfer negli anni 1950 e in seguito Waltraud Fuchs, un'albergatrice di Dobbiaco, decisero di intervenire; grazie a queste due persone è tuttora possibile concedersi una sosta in tale luogo dedicato alla memoria delle due guerre mondiali.
Il cimitero è composto da una scalinata che conduce alle tombe poste sempre più in alto e disposte in linea con croci anonime.